# Peter J. Hincks
Peter Joseph Hincks (* 3. Juli 1883 in West Rutland, Vermont; † 29. Juli 1968 in Middlebury, Vermont) war ein US-amerikanischer Bankmanager und Politiker, der von 1965 bis 1968 State Treasurer von Vermont war.

## Leben
Peter Joseph Hincks wurde in West Rutland geboren. Er besuchte die Schule in Proctor und das Rutland Business College. 1924 begann er für die National Bank of Middlebury zu arbeiten, für die er 52 Jahre tätig war. Er war Kassierer und Mitglied des Vorstands der Bank.
Als Mitglied der Demokratischen Partei war er Delegierter der Versammlungen der Demokratischen Partei von Vermont im Jahr 1936. Zudem kandidierte er in den Jahren 1938 und 1940 erfolglos gegen Thomas H. Cave, in den Jahren 1942, 1944 und 1946 gegen Levi R. Kelley, in den Jahren 1950 und 1962 gegen George H. Amidon, bevor er im Jahr 1964 diesen besiegte und im Jahr 1966 wiedergewählt wurde. Er starb an einem aufgebrochenen abdominalen Aortenaneurysma, während er eine Messe besuchte. Er hatte geplant, erneut für das Amt zu kandidieren.
Peter J. Hincks war mit Elisabeth C. Hincks verheiratet. Das Paar hatte einen Sohn und drei Töchter. Hincks’ Grab befindet sich auf dem Saint Marys Cemetery in Middlebury.